# Agostino Brunias
Agostino Brunias, né vers 1730 à Rome, et mort à la Dominique le 2 avril 1796, est un peintre italien du XVIIIe siècle, qui s'est installé à Londres. 
Fortement lié à l'art des Indes occidentales, il quitte l'Angleterre au sommet de sa carrière pour aller décrire la Dominique et les îles environnantes. Peintures dans la tradition de la vérité ethnographique, son art était tant un art d'évasion qu'un art romantique.

## Biographie

### Jeunesse
Brunias est né à Rome vers 1730. Il a été connu sous divers prénoms, dont Abraham, Alexander, August et Austin, et son nom de famille s'est aussi orthographié « Brunais » et « Brunyas ». Brunias étudie à l'Accademia di San Luca de Rome, où il gagne un troisième prix en peinture en 1754. Une de ses premières peintures à l'huile a été exposée à Rome deux ans plus tôt.

### Carrière
En 1756, il rencontre l'architecte écossais Robert Adam, qui fait le Grand Tour de l'Europe et qui l'engage comme dessinateur pour son étude des « magnifiques ruines d'Italie ». En 1758, Brunias le suit en Angleterre ; il y dessine des études pour nombre des immeubles élégants d'Angleterre conçus par Adam. Ses murales et ses peintures couvrent les murs intérieurs de nombreux châteaux anglais,,,. En 1762, Brunias réside Broad Street (en), à Londres. En 1763 et en 1764, il expose à la Free Society of Artists à Londres.Il peint aussi un tableau qui se nomme "A negroes dance on the island of Domininca "
En 1770, il quitte Londres au sommet de sa carrière. Il voyage avec Sir William Young, Ier baronnet, premier gouverneur britannique de la Dominique, l'une des toutes nouvelles colonies britanniques des Petites Antilles, et s'établit à Roseau. Cette année-là, il envoie deux de ses dessins à l'exposition de la Free Society of Artists à partir des Indes occidentales. Comme Young l'a engagé comme peintre particulier, Brunias l'accompagne dans ses déplacements dans les Petites Antilles.
Il est aussi engagé par de riches titulaires de domaines britanniques, surtout pour peindre des gens, et notamment les mulâtres. Ses peintures de la Dominique, de Saint-Vincent, de Saint Kitts et de la Barbade livrent des enseignements précieux sur ce qu'était la vie dans ces îles pendant la période coloniale. L'huile sur toile intitulée Femmes libres de couleur avec leurs enfants et leurs serviteurs dans un paysage (vers 1764–1796) représente des femmes de couleur libres des colonies sous l'aspect de femmes prospères et privilégiées ; elle est exposée au Brooklyn Museum. Elle illustre l'influence des cultures européenne, caraïbe et africaine (en) prévalant dans les Antilles du XVIIIe siècle. 
Le libérateur d'Haïti et l'un des sympathisants de Brunias, Toussaint Louverture, aurait porté un gilet à 18 boutons décorés de reproductions de peintures de Brunias, mais dans la société de la colonie britannique, Brunias était un étranger : il n'était ni Anglais ni Écossais et, catholique, n'appartenait pas à l'Église d'Angleterre bien établie. De plus, sa qualité de dessinateur le plaçait à un bas échelon de la société, juste au-dessus des serviteurs blancs. 
Après son retour en Angleterre en 1773, Brunias visite le continent européen et, à la fin des années 1770, présente trois peintures de scènes des Indes occidentales à la Royal Academy. Il publie ensuite une série de six gravures illustrant les Indes occidentales.

## Style

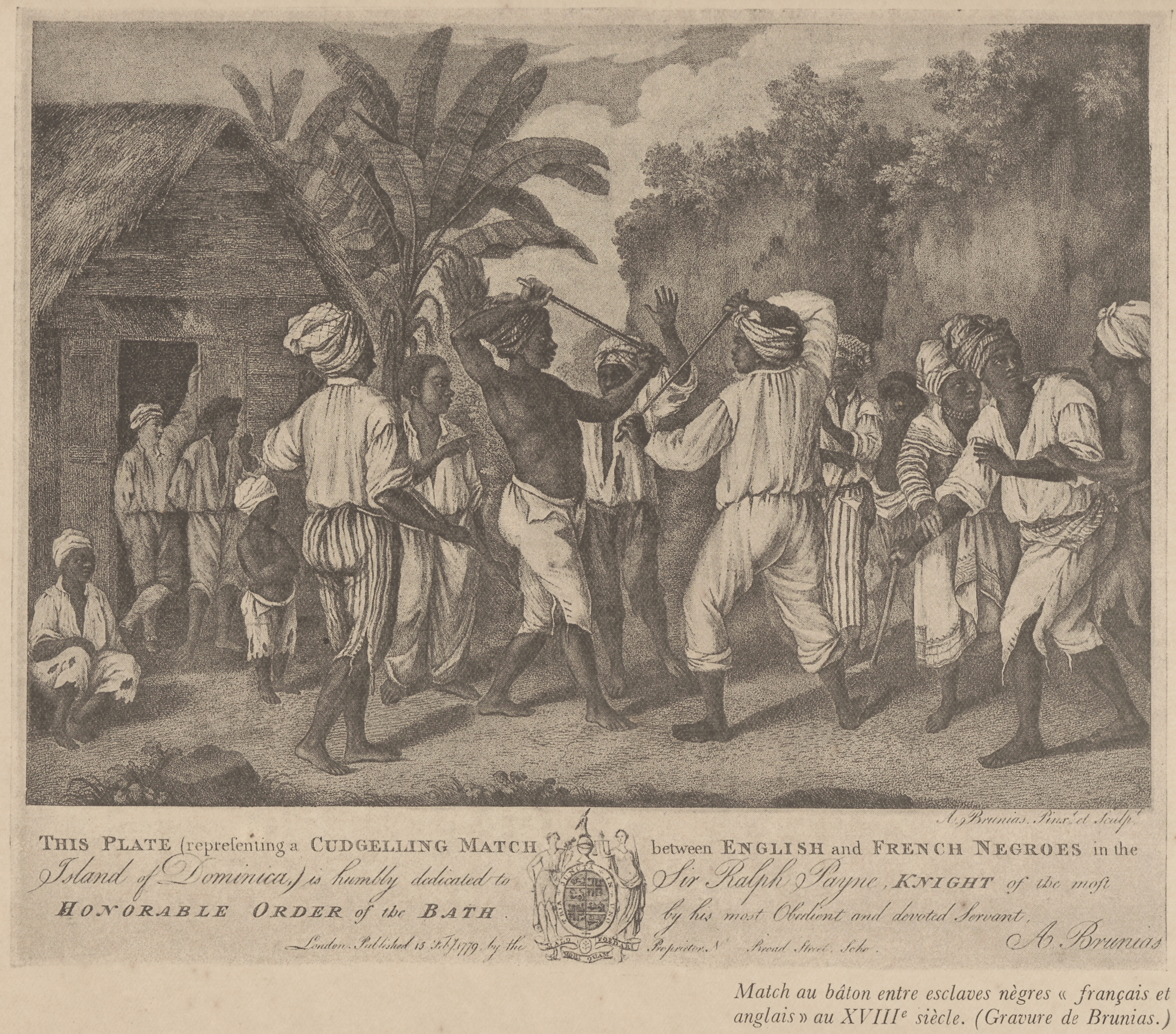
combat au bâton entre esclaves des territoires français et anglais en Dominique. Offerte à Sir Ralph Payne, créateur de l'ordre Knight of the Bath.

Agostino Brunias était chargé au début de faire l'apologie de la vie des planteurs nantis, mais ses œuvres jouèrent un rôle politique subversif dans les Antilles, appuyant une société anti-esclavagiste libre et illustrant l'artificialité de la hiérarchie des races aux Indes occidentales. Il avait le don de peindre les festivals, les danses, les marchés et les autres traditions culturelles connexes des Noirs, ainsi que d'illustrer les relations entre les autochtones et les riches colons. Son art, qui s'inscrivait dans la tradition de la vérité ethnographique, était autant de l'art d'évasion que de l'art romantique. 
Artiste prolifique, Brunias se concentra sur la nouvelle culture des mulâtres des Indes occidentales en donnant des images d'Épinal des populations de couleur qui cachaient les réalités de la domination coloniale et de la vie des esclaves des plantations, au point que des gravures tirées de ses peintures figurèrent dans des éditions d'une œuvre écrite par Bryan Edwards à la défense de l'esclavage et que James Pope Hennessy déclara que les tableaux de Brunias avaient contribué au « mythe de l'esclave joyeux et content ».

## Vie personnelle
Dans les Petites Antilles, Brunias résida d'abord à la Dominique. Il vécut aussi à Saint-Vincent et passa du temps à la Barbade, à la Grenade, à Saint-Kitts et à Tobago. Il eut des enfants pendant son séjour à la Dominique, où il mourut le 2 avril 1796 et fut enterré dans le cimetière catholique, sur le terrain de la cathédrale de Roseau (en).

## Galerie

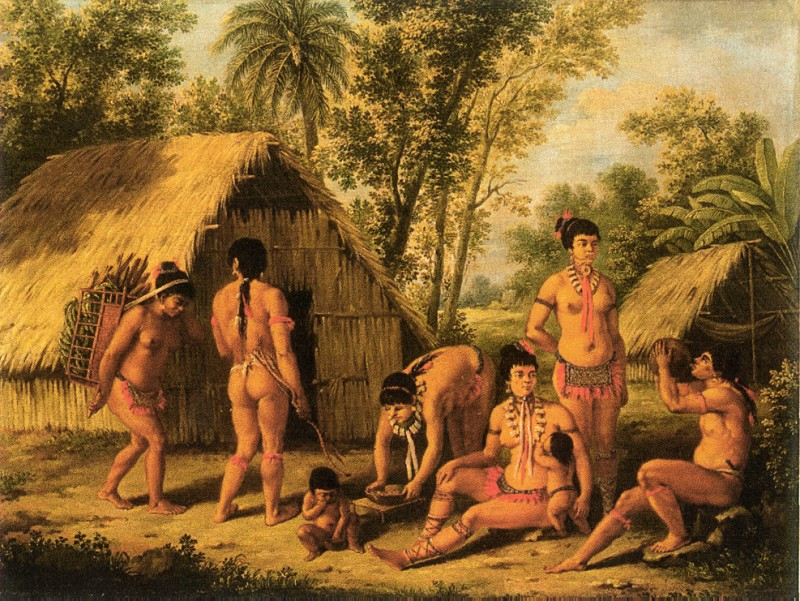
Caraïbes
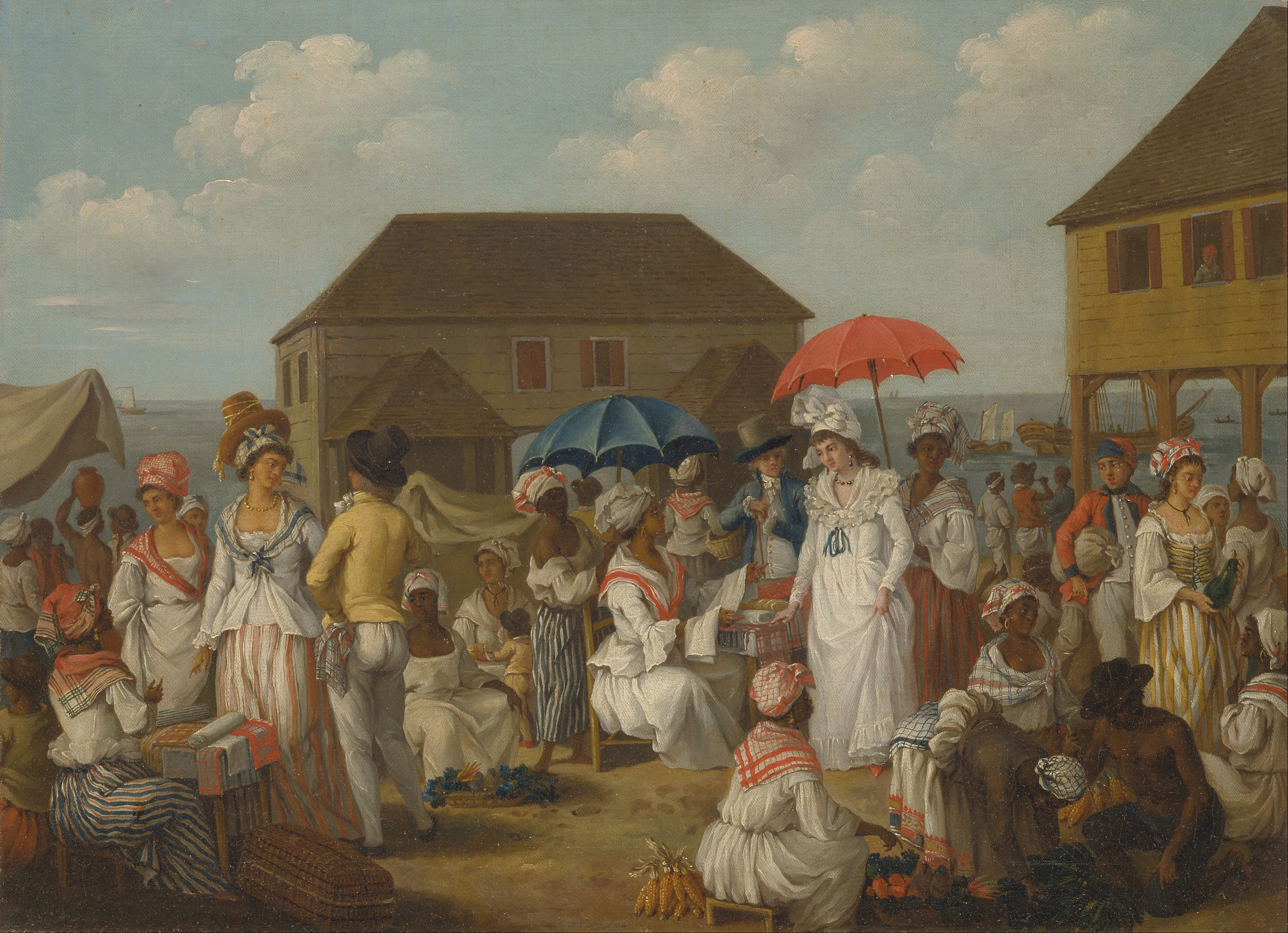
Marché aux toiles de la Dominique
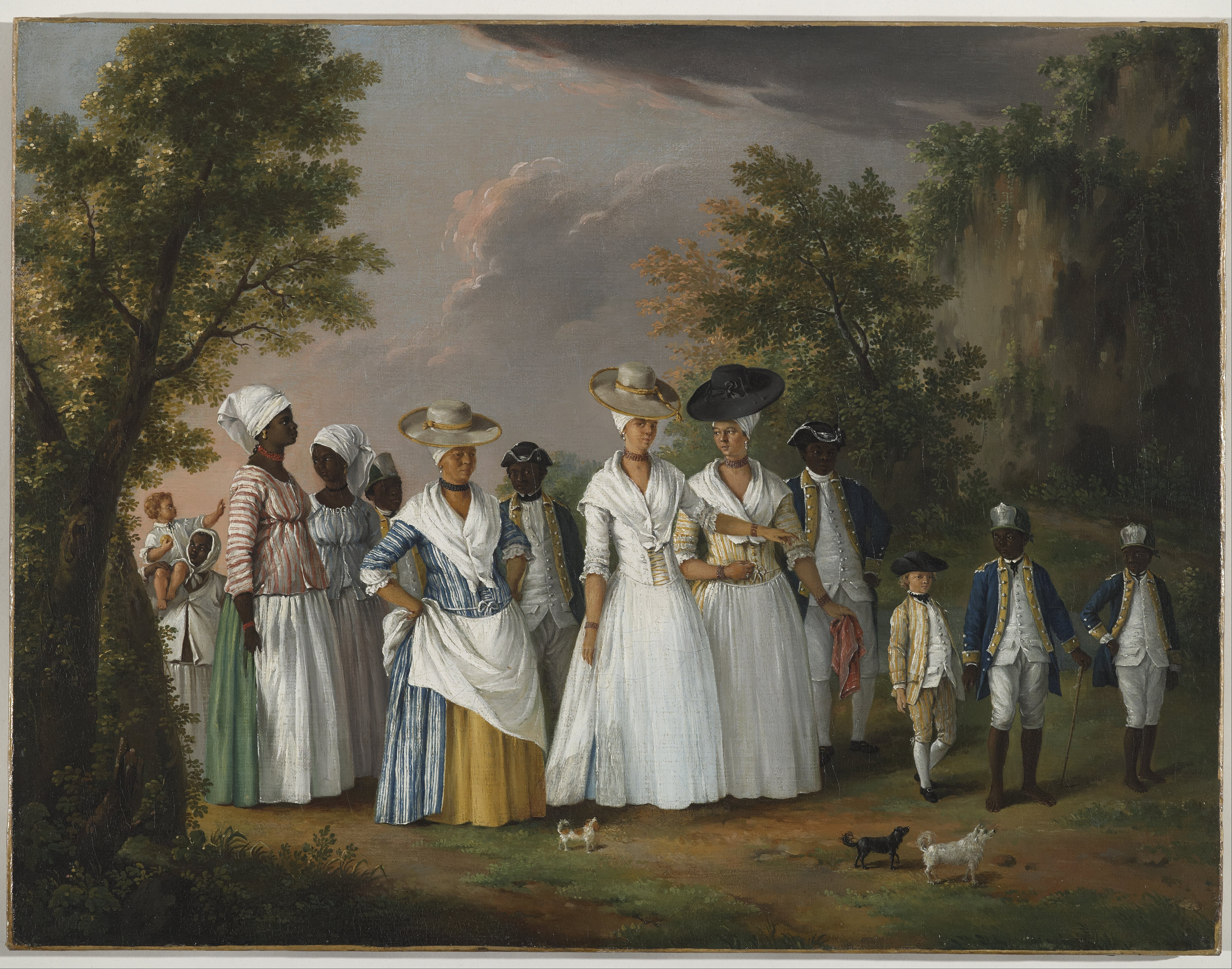
Femmes libres de couleur avec leurs enfants et leurs serviteurs dans un paysage
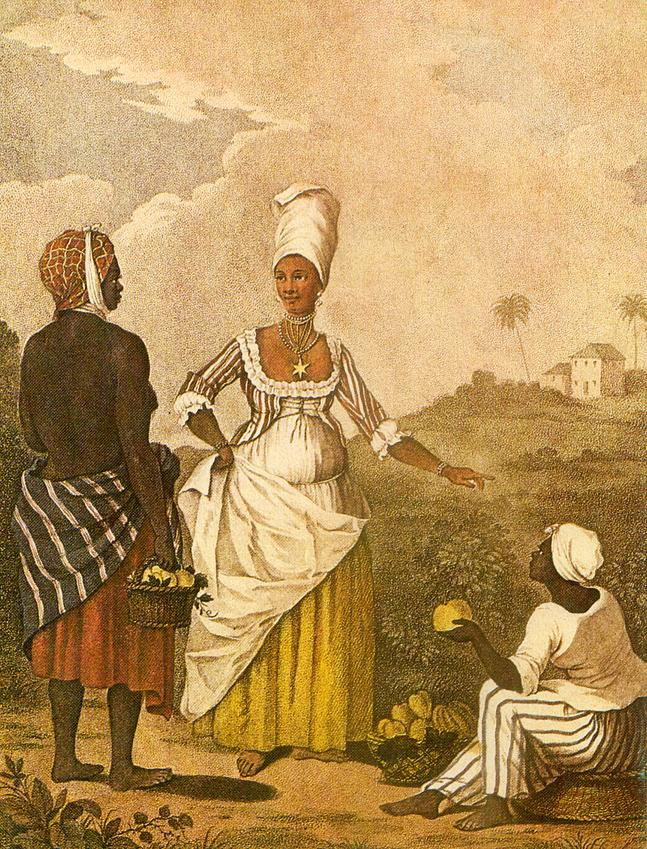
Gravure d'après une peinture à l'huile de Brunias intitulée Jeune fille mulâtre de la Barbade